# Bart Naeyaert

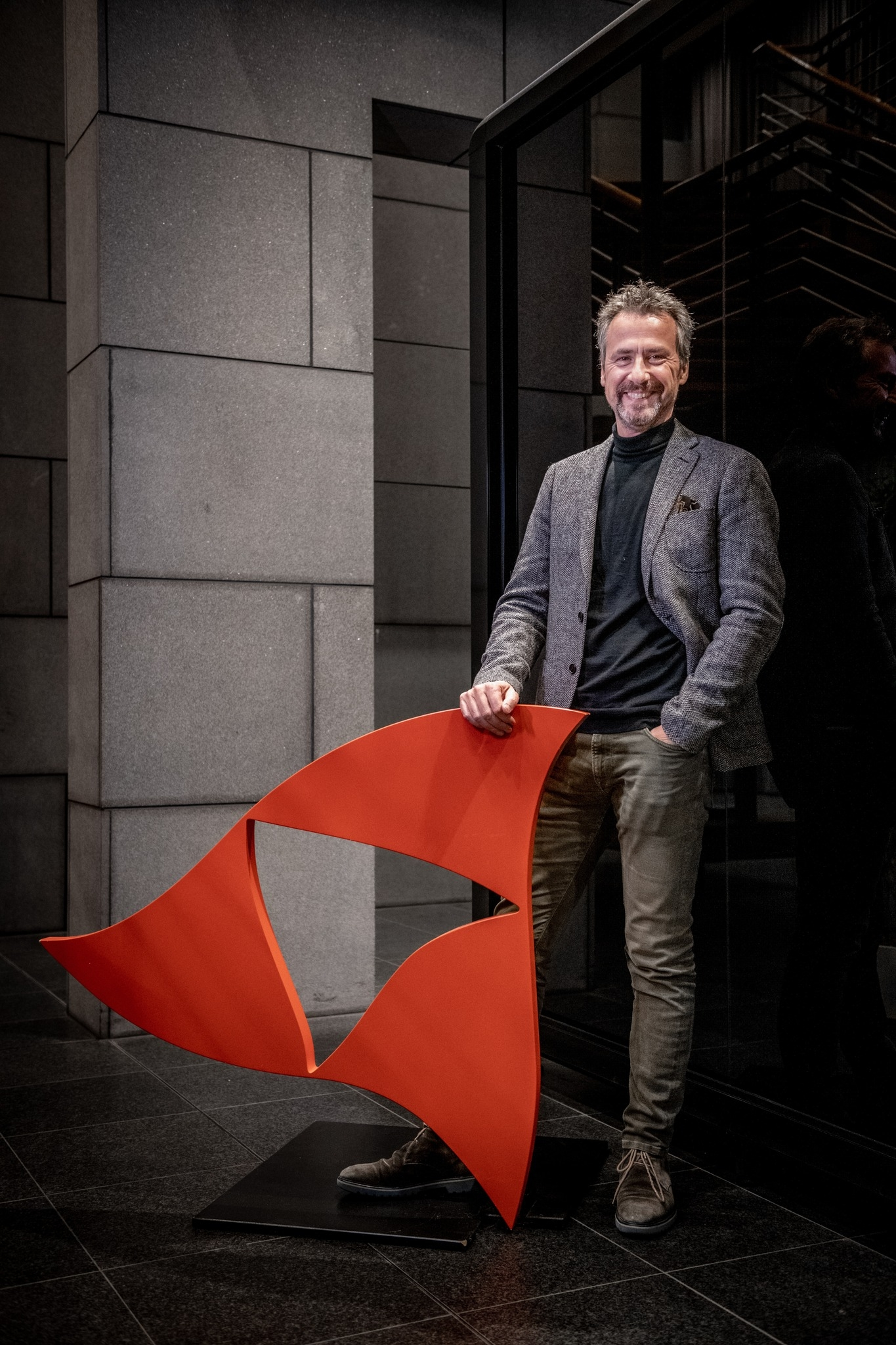

Bart Naeyaert (Roeselare, 21 maart 1967) is een West-Vlaams politicus voor CD&V. 
Naeyaert groeide op in een landbouwgezin in Torhout. Na het doorlopen van zijn middelbare school in het Sint-Jozef-College behaalde Naeyaert een licentiaat in de rechten aan de Katholieke Universiteit Leuven om vervolgens aan de slag te gaan als advocaat.   
Tijdens de gemeenteraadsverkiezingen van 1994 werd Naeyaert meteen verkozen tot gemeenteraadslid voor CVP (later CD&V) in de stad Torhout. Een functie die hij tot op vandaag invult. Vanaf 2001 werd hij er ook schepen bevoegd voor onder meer ruimtelijke ordening, mobiliteit en lokale economie.  
In 2006 maakte Naeyaert de overstap naar het provinciaal beleidsniveau. Hij werd er Gedeputeerde voor de Provincie West-Vlaanderen bevoegd voor land- en tuinbouw, integraal waterbeleid, milieuvergunningen, landinrichting, zeevisserij en personeel. Ook na de provincieraadsverkiezingen van 2012 en 2018 werd Naeyaert aangesteld als Gedeputeerde voor de Provincie West-Vlaanderen. Anno 2022 is hij eerste Gedeputeerde bevoegd voor bestuurlijke organisatie en communicatie, land- en tuinbouw, plattelands- en dorpenbeleid, integraal waterbeleid, omgevingsvergunningen, zeevisserij, patrimoniale en juridische aangelegenheden, erediensten en centra voor morele dienstverlening.  
Naeyaert is sinds 2012 voorzitter van INAGRO. Een provinciaal agentschap met als doelstelling land- en tuinbouwers te ondersteunen met kennisoverdracht en innovatie. Daarnaast is hij op vandaag voorzitter van de VZW UNIE-K voor personen met een meervoudige beperking en het Regionaal Landschap Houtland.  